# Pauline de Bassano
 (décembre 2016).
 (décembre 2016).
Pauline Marie Ghislaine de Bassano, duchesse de Bassano, née van der Linden d'Hooghvorst (23 septembre 1814 - 9 décembre 1867), fut la première dame d’honneur de l'impératrice Eugénie de Montijo de 1853 à 1867.
Elle est morte en Belgique au château de Meysse (Meise) et est inhumée au cimetière du Père-Lachaise (31e division).

## Biographie
Fille du politicien belge Emmanuel van der Linden d'Hoogvorst, elle épouse en 1843 le diplomate Napoléon Maret, duc de Bassano. Sa belle-mère, Marie Madeleine Lejéas-Carpentier, avait été une dame du palais des impératrices Joséphine et Marie-Louise.
En 1853, son époux fut nommé chambellan de l'empereur Napoléon III, tandis qu'elle reçut la position de dame d'honneur de l'impératrice Eugénie. La cour de la nouvelle impératrice venait tout juste d'être formée, et était constituée d'une Grand-Maîtresse, d'une dame d'honneur et de six, puis douze, dames du palais, la plupart choisies parmi les connaissances de l'impératrice. Bien que la position la plus prestigieuse fût occupée par Anne d'Essling, c'est à la duchesse de Bassano que revenait la plupart du travail.
Elle avait pour mission d'examiner les candidatures des femmes souhaitant être présentées à la cour, de leur inculquer l’étiquette, et de les présenter, ce qui constituait une part importante du protocole impérial. Elle devait aussi superviser les autres dames de la suite impériale. Avec la princesse d'Essling, la duchesse de Bassano était devenue une personnalité connue puisqu'elle avait le devoir d'accompagner l'impératrice aux grands événements publics, elle est donc fréquemment décrite dans les mémoires contemporaines. Pauline de Bassano était décrite comme attirante, stable, impressionnante et quelque peu arrogante. Elle a servi l'impératrice jusqu'à sa mort en 1867, et fut remplacée par Marie-Anne Walewska.

## Sources
- Seward, Desmond: Eugénie. An empress and her empire.  (ISBN 0-7509-2979-0) (2004)[source insuffisante]
- Baron Emmanuel van der Linden d'Hooghvorst, son père
- Château de Limal de son oncle Joseph van der Linden d'Hooghvorst et de sa tante née comtesse d'Argenteau.